# Max Bohm
Max Bohm (1868-1923) est un peintre américain né à Cleveland (Ohio) et qui passa la plus grande partie de sa vie en Europe.

## Biographie
Max Bohm est né à Cleveland, Ohio. Il vient en Europe et étudie à l'Académie Julian à Paris.
Entre 1895 et 1904 il participe à la colonie artistique d'Étaples. Max Bohm trouvait la région d'Étaples « un endroit charmant sur le plan artistique où la vie est très bon marché » « J'y suis entouré de jeunes camarades, tous artistes ». Des colonies de peintres anglo-saxons et français de la côte d'Opale se retrouvaient, entre les années 1880 et 1930, à Étaples mais aussi à Cucq à Camiers ou à Montreuil. Ils organisaient des expositions à Paris-Plage. On y retrouvait Harry Allis, Ernest Parton, Frits Thaulow, Alexandre Nozal, Frederick Carl Frieseke, Harry Van der Weyden, Tanner, Couse, Green. 
Max Bohm est un visionnaire romantique et son tableau En Mer, qui prend comme sujet la lutte des pêcheurs contre les éléments, lui vaut une médaille d'or à Paris en 1898.
Après son séjour en France, il part enseigner à Londres puis en 1911 retourne aux États-Unis où il se joint au groupe d'artistes de l'école artistique de Cape Cod. Il passe trois ans à Provincetown, près de Cape Cod.
Ses tableaux font partie des collections de la Smithsonian Institution, de la National Gallery of Art, du Musée du Luxembourg à Paris.

## Œuvres

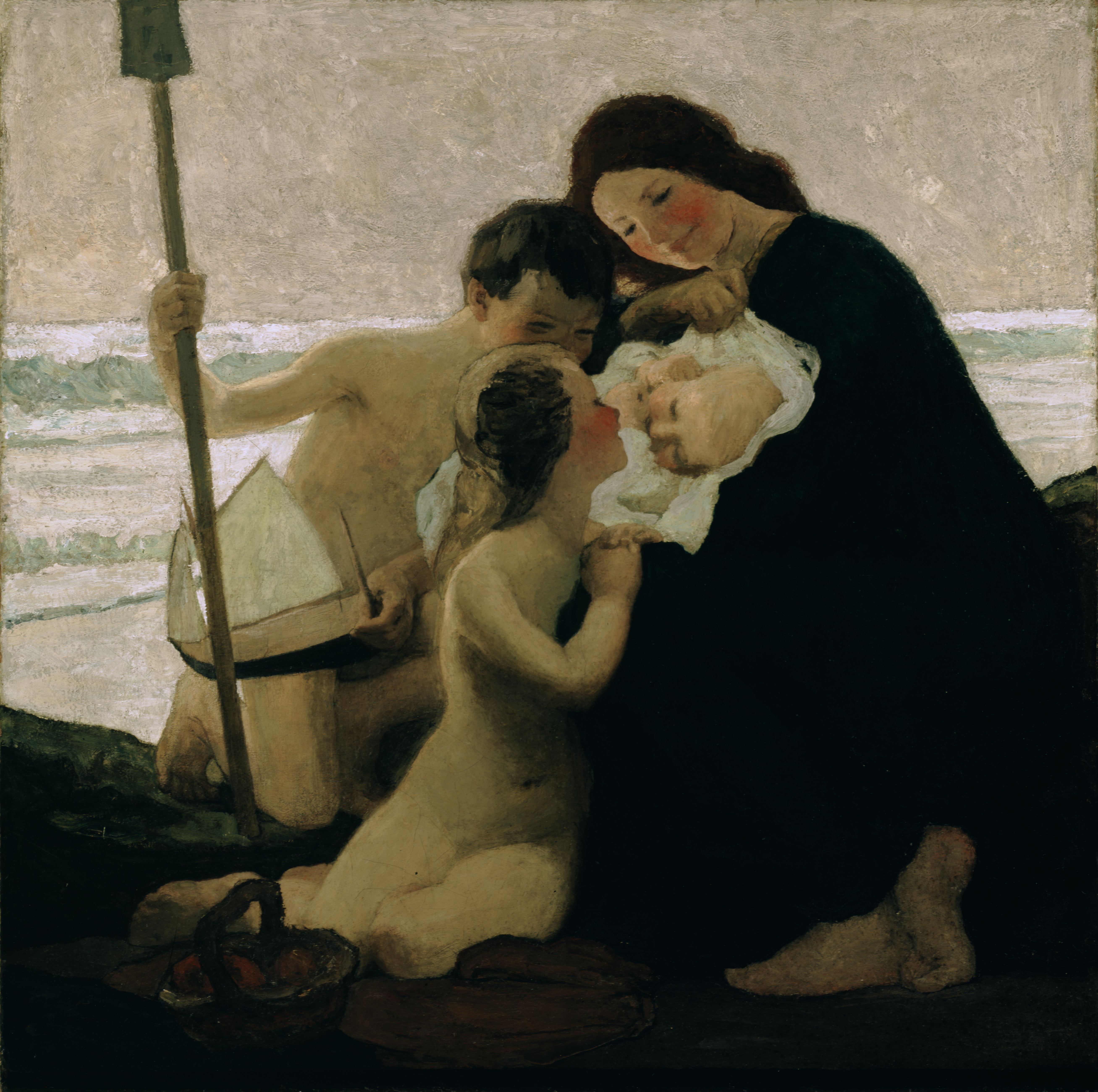
Max Bohm - Sea Babies (1914)
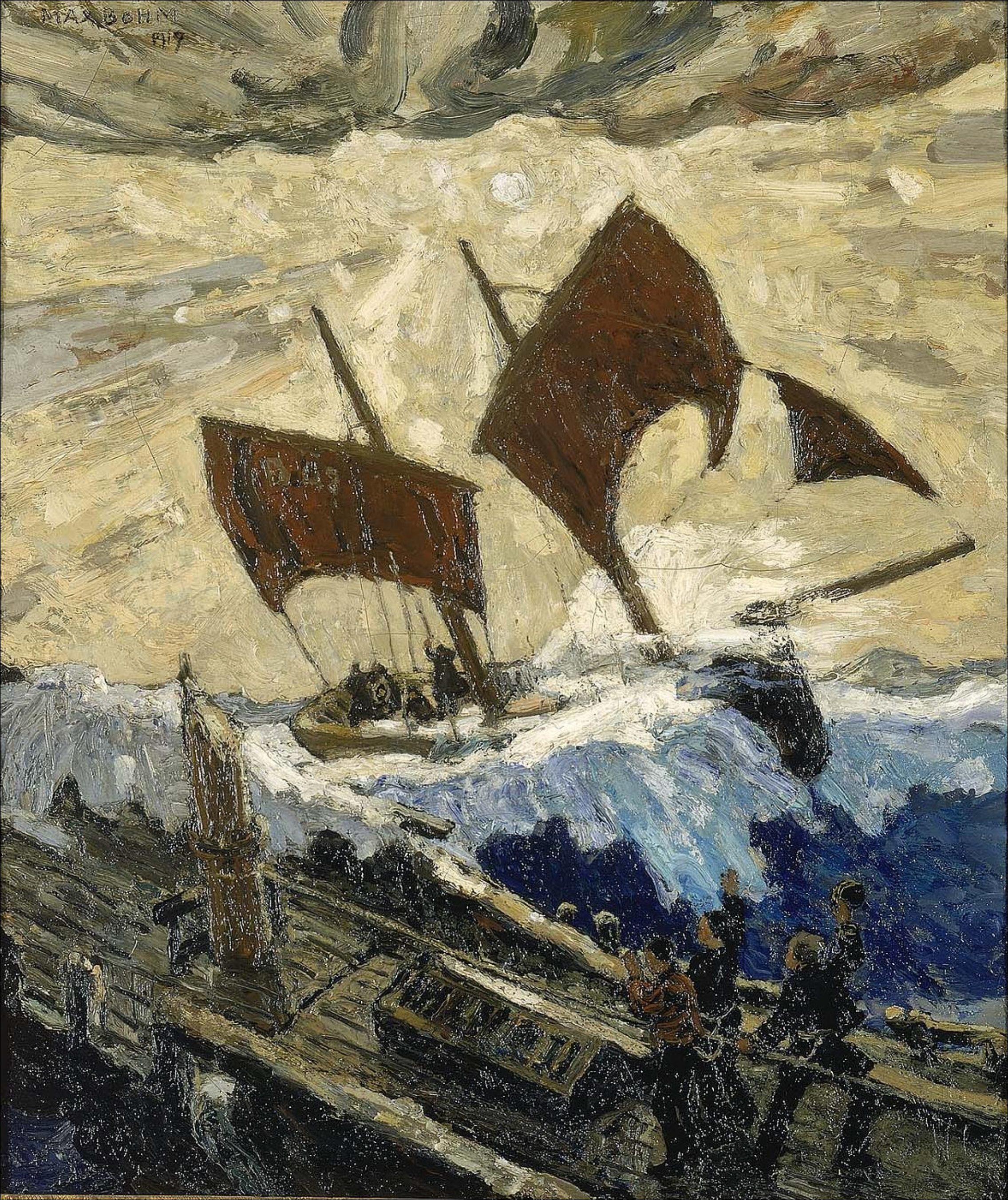
Max Bohm - An incident on the English Channel (1919)
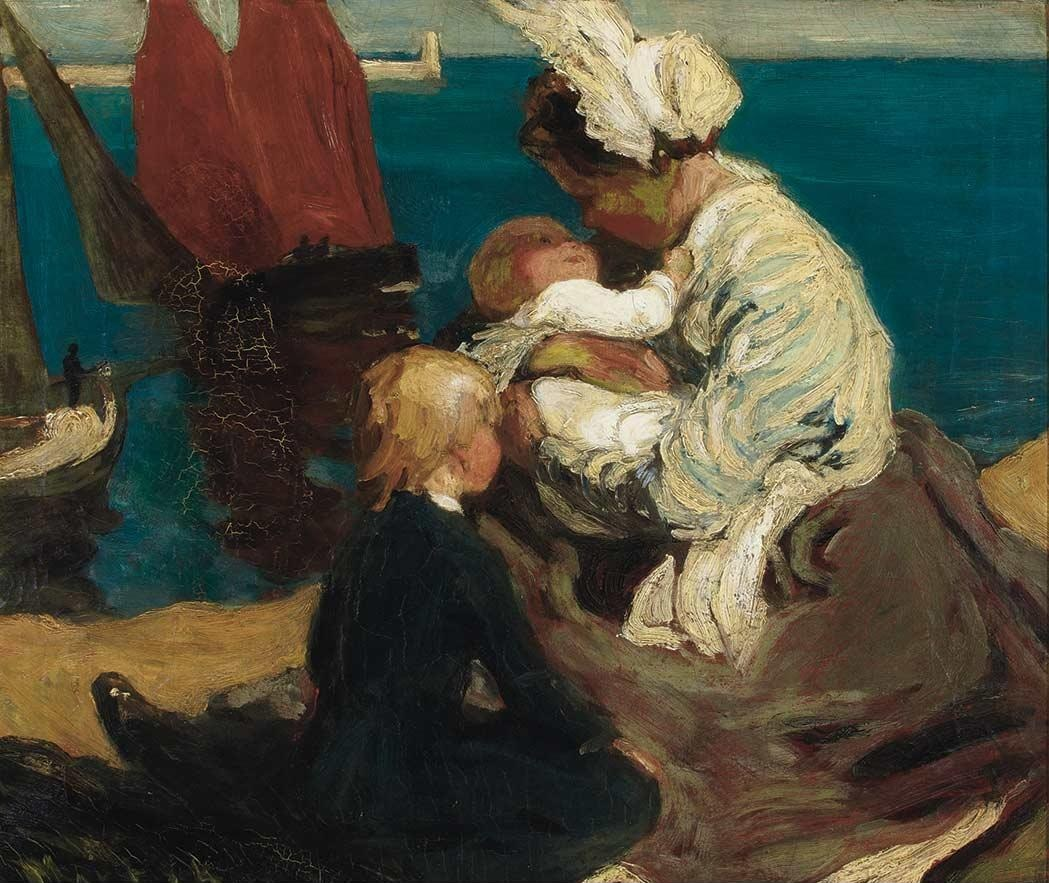
Mère et enfants à la plage
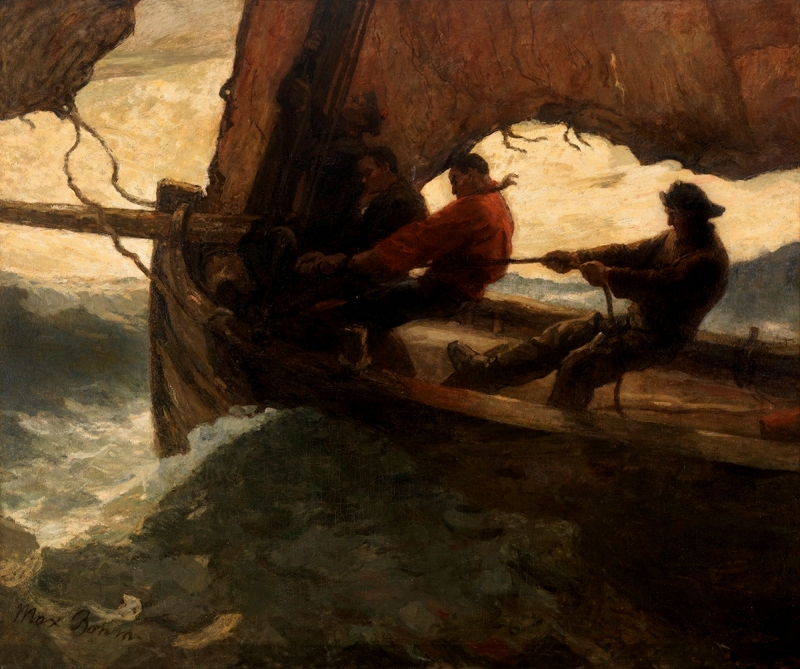
En Mer